# Graham Moore
Graham Moore (Glasgow, 1764-Cobham, Surrey, 1843) fue vicealmirante de la Marina Real Británica.

## Biografía
Nació en Glasgow, hijo del doctor John Moore y su esposa Jean Simson. Era hermano menor del teniente-general, también nombrado sir, John Moore. Sentó plaza en la Marina británica en 1777, con 13 años, siendo ascendido a teniente en 1782.
Es nombrado comandante de la fragata HMS Melampus en 1800 y en 1803 pasó a mandar la fragata HMS Indefatigable, de 44 cañones. El 5 de octubre de 1804 estaba al mando de la escuadra de cuatro navíos que detuvo y capturó en tiempo de paz a la flotilla española mandada por el Brigadier Bustamante, que regresaba a la península desde Lima y Buenos Aires. 
La confrontación, conocida como la batalla de Cabo de Santa María, terminó con la voladura de la fragata Mercedes, 269 españoles y dos ingleses muertos, el hundimiento de un abundante tesoro y el apresamiento de un botín valorado entre 3 y 4 millones de libras de la época. Las tres fragatas españolas sobrevivientes con sus tripulaciones fueron llevadas a la base naval de Gosport, al sur de Inglaterra. El botín fue declarado como “derechos del Almirantazgo”, en virtud de que no había declaración de guerra con España, lo que privó a Moore de hacerse con una fortuna por esta captura.
Moore comandó luego el HMS Marlborough de 74 cañones en Brasil y en el mar del Norte. Sirvió en el Almirantazgo entre 1816 y 1820. Posteriormente fue destinado al Mediterráneo. Finalmente capitaneó el HMS Impregnable de 98 cañones en 1839. Falleció con 79 años en 1843.
- Datos: Q3113266